# Léonard de Raemy
 (juin 2012).
Si vous disposez d'ouvrages ou d'articles de référence ou si vous connaissez des sites web de qualité traitant du thème abordé ici, merci de compléter l'article en donnant les références utiles à sa vérifiabilité et en les liant à la section « Notes et références ».
Léonard de Raemy, né le 19 septembre 1924 à Belfaux (canton de Fribourg) et mort le 5 mars 2000 à Ajaccio (Corse), est un photographe suisse. Il est l'un des fondateurs des agences de presse Gamma et Sygma.

## Biographie
Léonard de Raemy a d’abord exercé la profession de conseiller juridique, tout en pratiquant la photographie de loisir. À la fin des années 1950, il remporte un prix dans un concours amateur de photographie, ce qui le décide à entamer une carrière professionnelle. Peinant à trouver des reportages, les débuts sont difficiles, ce qui le contraint à conserver son emploi de juriste jusqu’en 1962, année où il intègre l’agence Reporters associés. Dès lors, il s’oriente vers les portraits de personnalités du cinéma et de la chanson, avec pour ambition de réaliser des couvertures de magazines.
De sa rencontre avec Hubert Henrotte à l'Association Nationale des Journalistes Reporters Photographes, naît l’idée de la création d’une agence avec pour but de ne plus être des salariés de l’image, l’idée commune étant de partager les dépenses et les recettes des reportages. C’est ainsi qu’il quitte Reporters associés et que Gamma voit le jour le 14 novembre 1966. Les fondateurs historiques en sont Hubert Henrotte, Léonard de Raemy, Raymond Depardon et Hugues Vassal bientôt rejoint par Jean Monteux et Gilles Caron quelques mois plus tard.
Indépendant et désireux d’une plus grande liberté professionnelle, Léonard de Raemy finit par revendre ses parts tout en continuant sa collaboration avec Gamma. Il réalise de nombreux reportages, notamment au festival de Cannes. En 1965, il fait la connaissance de Brigitte Bardot sur le tournage de Viva Maria ! au Mexique. De cette longue amitié naîtront des milliers de clichés.
En 1973, à la suite de désaccords internes, il quitte Gamma avec Hubert Henrotte et la plus grande partie des photographes de Gamma pour créer l’agence Sygma. Il y est resté jusqu’en 1987.
Léonard de Raemy a photographié de nombreuses personnalités et signé de nombreuses couvertures dans la presse nationale et internationale :  Elle, Jours de France, Paris Match, VSD, Bild, Rolling Stone, Stern   (liste non exhaustive)

## Carrière

### Photographie de plateau
- Viva Maria !
- Les Cracks
- À cœur joie
- La Bataille de San Sebastian
- La Sirène du Mississipi
- 1900
- Peau d'âne
- Les Pétroleuses
- Boulevard du rhum
- Le Grand Blond avec une chaussure noire
- L'Histoire très bonne et très joyeuse de Colinot trousse-chemise
- Don Juan 73
- Défense de savoir
- La Grande Lessive (!)
- La Gifle
- Touche pas à la femme blanche !
- Les Chinois à Paris
- Sept morts sur ordonnance
- Le Message
- Je t'aime moi non plus
- L'Animal
- La Zizanie
- Police (1985)
- Shalako

### Portraits et reportages
Personnalités françaises
- Brigitte Bardot
- Jean-Paul Belmondo
- Jane Birkin
- Bourvil
- Philippe Bouvard
- Jacques Brel
- Jean-Pierre Cassel
- Alain Chamfort
- Coluche
- Dalida
- Mireille Darc
- Joe Dassin
- Catherine Deneuve
- Gérard Depardieu
- Patrick Dewaere
- Michel Drucker
- Marguerite Duras
- Jacques Dutronc
- Léo Ferré
- Claude François
- Louis de Funès
- Serge Gainsbourg
- Annie Girardot
- Johnny Hallyday
- Françoise Hardy
- Michael Lonsdale
- Jean Marais
- Sophie Marceau
- Eddy Mitchell
- François Mitterrand
- Jeanne Moreau
- Michèle Morgan
- Philippe Noiret
- Michel Piccoli
- Michel Polnareff
- Line Renaud
- Yves Saint Laurent
- Romy Schneider
- Michel Serrault
- Alain Souchon
- Stone et Charden
- Jean-Louis Trintignant
- Marie Trintignant
- Charles Vanel
- Sylvie Vartan
- Simone Veil
- Lino Ventura
- Lambert Wilson

 (liste non exhaustive).
Personnalités internationales
- Charles Bronson
- Claudia Cardinale
- Francis Ford Coppola
- Tony Curtis
- Roger Daltrey
- Sammy Davis, Jr.
- Kirk Douglas
- Michael Douglas
- Faye Dunaway
- Mia Farrow
- Federico Fellini
- Marco Ferreri
- Peter Fonda
- Elliott Gould
- Olivia de Havilland
- Mariel Hemingway
- Werner Herzog
- Dustin Hoffman
- Gene Kelly
- Grace Kelly
- Nastassja Kinski
- Sylvia Kristel
- Nikita Khrouchtchev
- Sergio Leone
- Jerry Lewis
- Gina Lollobrigida
- Liza Minnelli
- Robert Mitchum
- Nana Mouskouri
- Robert de Niro[4]
- Marcello Mastroianni
- Rudolf Noureev
- Otto Preminger
- Anthony Quinn
- Demis Roussos
- Donald Sutherland
- Bonnie Tyler
- Omar Sharif
- Liv Ullmann
- Raquel Welch

 (liste non exhaustive).